# Cochliopalpus suturalis
Cochliopalpus suturalis là một loài bọ cánh cứng trong họ Cerambycidae.